# Pietrastornina
Pietrastornina är en ort och kommun i provinsen Avellino i regionen Kampanien i Italien. Kommunen hade 1 532 invånare (2017).